# Котик (Васлуј)
Котик (рум. Cotic) насеље је у Румунији у округу Васлуј у општини Тодирешти. Oпштина се налази на надморској висини од 200 m.

## Становништво
Према подацима из 2002. године у насељу је живело 371 становника, од којих су сви румунске националности.